# Pseudolimnophila inconcussa
Pseudolimnophila inconcussa är en tvåvingeart som först beskrevs av Alexander 1913.  Pseudolimnophila inconcussa ingår i släktet Pseudolimnophila och familjen småharkrankar. Inga underarter finns listade i Catalogue of Life.